# 国鉄タキ700形貨車
国鉄タキ700形貨車（こくてつタキ700がたかしゃ）は、かつて鉄道省、日本国有鉄道（国鉄）に在籍した私有貨車（タンク車）である。

## 概要
本形式は、揮発油（ガソリン）専用の30t 積タンク車として1943年（昭和18年）8月3日に2両（タキ700-タキ701）が新潟鐵工所にて製作された。
落成時の所有者は三井化学工業（現在の三井化学）でありその常備駅は、鹿児島本線の大牟田駅であった。その後所有者は日本人造石油、三池合成工業、三井化学工業、三井コークス工業と変遷した。また戦後の一時期連合軍専用貨車に指定された。
1979年（昭和54年）10月より化成品分類番号「燃32」（燃焼性の物質、引火性液体、危険性度合1（大））が標記された。
ドーム付き直円筒型のタンク体は、普通鋼（一般構造用圧延鋼材、SS41現在のSS400）製であり荷役方式はタンク上部にあるマンホールからの上入れ、吐出管からの下出し式である。
車体色は黒色、寸法関係は全長は14,650mm、軸距は10,550mm、自重は20.3t、実容積は34.6m3、換算両数は積車5.0、空車1.6であり、台車はアーチバー式のTR20である。
1981年（昭和56年）10月26日 に2両揃って廃車となり同時に形式消滅となった。